# Oum Ali
Oum Ali (în arabă أم على) este o comună din provincia Tébessa, Algeria.
Populația comunei este de 3.744 de locuitori (2008).